# Be Active. Dietetyka & Fitness
Be Active. Dietetyka & Fitness – polski miesięcznik o zdrowym i aktywnym życiu, firmowany i kierowany przez Ewę Chodakowską; wydawany od 16 czerwca 2015 roku przez Edipresse Polska. Ukazywał się do 2019 roku. Jako ostatni został wydany 2019 nr 1 = 43 (styczeń/kwiecień).